# Тварини Червоної книги України зі статусом «Недостатньо відомий»
Список тварин, занесених до Червоної Книги України зі статусом «Недостатньо відомий».

## Алфавітний список

### Б
| Українська назва виду   | Латинська назва виду | Рік  |
| ----------------------- | -------------------- | ---- |
| Білозубка велика        | Crocidura leucodon   | 1780 |
| Бопс смугастий          | Boops boops          | 1758 |
| Бранхінекта лякаюча     | Branchinecta ferox   | 1840 |
| Брахіцерус зморшкуватий | Brachycerus sinuatus | 1807 |

### К
| Українська назва виду | Латинська назва виду | Рік  |
| --------------------- | -------------------- | ---- |
| Кошеніль польська     | Porphyropha polonica | 1758 |
| Ксанто пореса         | Xantho poressa       | 1792 |

### М
| Українська назва виду | Латинська назва виду  | Рік  |
| --------------------- | --------------------- | ---- |
| Марена Валецького     | Barbus waleckii Rolik | 1970 |

### О
| Українська назва виду | Латинська назва виду           | Рік  |
| --------------------- | ------------------------------ | ---- |
| Онкоцефал кримський   | Oncocephalus paternus Putshkov | 1984 |

### П
| Українська назва виду | Латинська назва виду   | Рік  |
| --------------------- | ---------------------- | ---- |
| Пагель червоний       | Pagellus erythrinus    | 1758 |
| Плавунець дволінійний | Graphoderes bilineatus | 1774 |
| Плавунець широкий     | Dytiscus latissimus    | 1758 |

### С
| Українська назва виду   | Латинська назва виду             | Рік  |
| ----------------------- | -------------------------------- | ---- |
| Сліпак білозубий        | Nannospalax leucodon             | 1840 |
| Сліпак буковинський     | Spalax graecus Nehring           | 1898 |
| Сліпак подільський      | Spalax zemni                     | 1777 |
| Сова довгохвоста        | Strix uralensis Pallas           | 1771 |
| Спеодіаптомус Бірштейна | Speodiaptomus birsteini Borutzky | 1962 |

### Х
| Українська назва виду | Латинська назва виду   | Рік  |
| --------------------- | ---------------------- | ---- |
| Хом'ячок сірий        | Cricetulus migratorius | 1773 |